# Lecythis ollaria
Lecythis ollaria är en tvåhjärtbladig växtart som beskrevs av Pehr Löfling. Lecythis ollaria ingår i släktet Lecythis och familjen Lecythidaceae. IUCN kategoriserar arten globalt som livskraftig. Inga underarter finns listade i Catalogue of Life.